# 遠藤寛子 (作家)
遠藤 寛子（えんどう ひろこ、1931年 - ）は、日本の児童文学作家、教師。

## 来歴・人物
三重県に生まれる。三重大学を経て法政大学文学部史学科卒業。三重県の中学校、都立の養護学校で勤務したのち、創作および評論活動に専念する。
主な作品に『深い雪の中で』（1969年、第1回北川千代賞受賞）、『算法少女』（1974年、サンケイ児童出版文化賞受賞）など。『算法少女』は復刊ドットコムの投票を得て、2006年にちくま学芸文庫から復刊された。
「少女の友」「少女倶楽部」といった明治期から昭和初期にかけて隆盛した少女向け文芸誌の研究者でもあり、復刻本の監修も行った。

## 著作
- 『深い雪の中で』（講談社） 1968年、のち青い鳥文庫 - ※第1回北川千代賞
- 『かわいそうなあなた』（講談社） 1972年、のち青い鳥文庫
- 『算法少女』（岩崎書店） 1973年）、のちちくま学芸文庫 -  ※サンケイ児童出版文化賞
- 『きりしたん算用記』（PHP研究所） 1976年、のちPHP文芸文庫 2012年
- 『このいぬをさがしてください』（講談社） 1978年、のち青い鳥文庫
- 『京のふしぎものがたり （日本の古典 今昔物語集から）』（講談社） 1978年3月
- 『戊辰米沢こぼれ話聞き書』（よねざわ豆本の会） 1979年11月
- 『天使はひそやかに - 丸山ちよの愛と献身の日々』（PHP研究所） 1981年
- 『米沢英和女学校』（岩崎書店） 1981年
- 『あわてんぼのキューピット』（旺文社） 1984年3月
- 『N.D.C.のなぞをとけ 名探偵はエンゼルさん』（旺文社） 1985年3月
- 『アランブラ慕情』 （緑の笛豆本の会） 1986年6月
- 『ムガール帝国の宝をさがせ 名探偵はくいしんぼ』（旺文社） 1986年4月
- 『消えた楽譜をついせきせよ 名探偵はデュエットで』（旺文社） 1987年6月
- 『清少納言 春はあけぼの』（講談社火の鳥伝記文庫） 1993年5月
- 『ギリシア神話』 （講談社青い鳥文庫） 1994年
- 『源平合戦物語』 （講談社青い鳥文庫） 1995年11月
- 『算木の家』（研成社） 2009年

## 評論
- 『「少女の友」とその時代 - 編集者の勇気 内山基』（本の泉社） 2004年　ISBN 978-4880238210）

## 監修
- 『「少女の友」創刊100周年記念号』（実業之日本社） 2009年　ISBN 978-4408107561）

## 翻訳
- 『小公子』（フランシス=E=H=バーネット、講談社、世界の名作 国際児童版 13） 1983年10月